# Gran Premi dels Països Baixos de Motocròs 250cc
|  | Per a altres significats, vegeu «Gran Premi dels Països Baixos de Motocròs». |

El Gran Premi dels Països Baixos de Motocròs en la cilindrada de 250cc (en neerlandès, Grote Prijs van Nederland motorcross 250cc), abreujat GP dels Països Baixos de 250cc, fou una prova internacional de motocròs que es va celebrar anualment als Països Baixos entre el 1958 i el 2003, és a dir, des de la segona edició del Campionat d'Europa fins al final del Campionat del Món d'aquesta cilindrada (el 2004, la històrica categoria dels 250cc fou reconvertida a la nova MX1, actual MXGP).
Dins la seva cilindrada, el GP dels Països Baixos de 250cc era un dels més antics dels que es disputaven a l'època i, juntament amb els de Bèlgica, Gran Bretanya i Espanya, un dels més prestigiosos. Al llarg dels anys, el Gran Premi es disputà en un total de 16 circuits diferents, per bé que els més habituals fins a la dècada del 1990 varen ser els de Markelo i Lichtenvoorde. D'ençà de l'edició de 1992, però, pràcticament es va fer servir només el de Valkenswaard, amb un total de 12 edicions consecutives fins al 2003.

## Edicions
| Població      | Municipi            | Província        | De   | A    | Edicions |
| ------------- | ------------------- | ---------------- | ---- | ---- | -------- |
| Sint Anthonis | Sint Anthonis       | Brabant del Nord | 1958 | 1958 | 1        |
| Lichtenvoorde | Oost Gelre          | Gelderland       | 1959 | 1985 | 3        |
| Markelo       | Hof van Twente      | Overijssel       | 1961 | 1990 | 6        |
| Bergharen     | Wijchen             | Gelderland       | 1962 | 1971 | 2        |
| Schijndel     | Schijndel           | Brabant del Nord | 1963 | 1963 | 1        |
| Makkinga      | Ooststellingwerf    | Frísia           | 1965 | 1969 | 2        |
| Norg          | Noordenveld         | Drenthe          | 1967 | 1967 | 1        |
| Valkenswaard  | Valkenswaard        | Brabant del Nord | 1974 | 2003 | 13       |
| Halle         | Bronckhorst         | Gelderland       | 1979 | 1979 | 1        |
| Hengelo       | Hengelo             | Overijssel       | 1980 | 1980 | 1        |
| Apeldoorn     | Apeldoorn           | Gelderland       | 1981 | 1981 | 1        |
| Mill          | Mill en Sint Hubert | Brabant del Nord | 1982 | 1991 | 2        |
| Heerlen       | Heerlen             | Limburg          | 1984 | 1989 | 2        |
| Venray        | Venray              | Limburg          | 1986 | 1986 | 1        |
| Best          | Best                | Brabant del Nord | 1987 | 1987 | 1        |
| Lierop        | Someren             | Brabant del Nord | 2001 | 2003 | 2        |
| Total         | 16                  |                  |      |      | 40       |

## Palmarès
Font:
| Edició  | Any  | Lloc                     | Data            | Guanyador          | Guanyador     |
| ------- | ---- | ------------------------ | --------------- | ------------------ | ------------- |
| I       | 1958 | Sint Anthonis            | 26-27 de juliol | Jaromír Čížek      | Jawa          |
| II      | 1959 | Lichtenvoorde            | 11-12 de juliol | Rolf Tibblin       | Husqvarna     |
|         | 1960 | No es disputà            | No es disputà   | No es disputà      | No es disputà |
| III     | 1961 | Markelo                  | 10-11 de maig   | Jeff Smith         | BSA           |
| IV      | 1962 | Bergharen                | 2-3 de juny     | Jeff Smith         | BSA           |
| V       | 1963 | Schijndel                | 8-9 de juny     | Vlastimil Válek    | ČZ            |
|         | 1964 | No es disputà            | No es disputà   | No es disputà      | No es disputà |
| VI      | 1965 | Makkinga                 | 22-23 de maig   | Víktor Arbékov     | ČZ            |
| VII     | 1966 | Markelo                  | 21-22 de maig   | Joël Robert        | ČZ            |
| VIII    | 1967 | Norg                     | 20-21 de maig   | Joël Robert        | ČZ            |
| IX      | 1968 | Markelo                  | 18-19 de maig   | Joël Robert        | ČZ            |
| X       | 1969 | Makkinga                 | 14-15 de juny   | Sylvain Geboers    | ČZ            |
|         | 1970 | No es disputà            | No es disputà   | No es disputà      | No es disputà |
| XI      | 1971 | Bergharen                | 19-20 de juny   | Sylvain Geboers    | Suzuki        |
| XII     | 1972 | Markelo                  | 6-7 de maig     | Joël Robert        | Suzuki        |
|         | 1973 | No es disputà            | No es disputà   | No es disputà      | No es disputà |
| XIII    | 1974 | Valkenswaard             | 15-16 de juny   | Sylvain Geboers    | Suzuki        |
|         | 1975 | No es disputà            | No es disputà   | No es disputà      | No es disputà |
| XIV     | 1976 | Lichtenvoorde            | 7-8 d'agost     | Harry Everts       | Puch          |
|         |      | 1977-1978: No es disputà |                 |                    |               |
| XV      | 1979 | Halle                    | 21-22 d'abril   | Håkan Carlqvist    | Husqvarna     |
| XVI     | 1980 | Hengelo                  | 12-13 de juliol | Kees van der Ven   | KTM           |
| XVII    | 1981 | Apeldoorn                | 15-16 d'agost   | Kees van der Ven   | KTM           |
| XVIII   | 1982 | Mill                     | 3-4 de juliol   | Danny LaPorte      | Yamaha        |
| XIX     | 1983 | Markelo                  | 7-8 de maig     | Georges Jobé       | Suzuki        |
| XX      | 1984 | Heerlen                  | 14-15 de juliol | Jacky Vimond       | Yamaha        |
| XXI     | 1985 | Lichtenvoorde            | 20-21 de juliol | Gert-Jan Van Doorn | Honda         |
| XXII    | 1986 | Venray                   | 8-9 de març     | Jacky Vimond       | Yamaha        |
| XXIII   | 1987 | Best                     | 16-17 de maig   | Eric Geboers       | Honda         |
|         | 1988 | No es disputà            | No es disputà   | No es disputà      | No es disputà |
| XXIV    | 1989 | Heerlen                  | 3-4 de juny     | Jean-Michel Bayle  | Honda         |
| XXV     | 1990 | Markelo                  | 9-10 de juny    | Alessandro Puzar   | Suzuki        |
| XXVI    | 1991 | Mill                     | 6-7 d'abril     | Marnicq Bervoets   | Kawasaki      |
| XXVII   | 1992 | Valkenswaard             | 4-5 d'abril     | Stefan Everts      | Kawasaki      |
| XXVIII  | 1993 | Valkenswaard             | 3-4 d'abril     | Greg Albertyn      | Honda         |
| XXIX    | 1994 | Valkenswaard             | 26-27 de març   | Stefan Everts      | Kawasaki      |
| XXX     | 1995 | Valkenswaard             | 8-9 d'abril     | Stefan Everts      | Kawasaki      |
| XXXI    | 1996 | Valkenswaard             | 30-31 de març   | Stefan Everts      | Honda         |
| XXXII   | 1997 | Valkenswaard             | 12-13 d'abril   | Marnicq Bervoets   | Suzuki        |
| XXXIII  | 1998 | Valkenswaard             | 18-19 d'abril   | Sébastien Tortelli | Kawasaki      |
| XXXIV   | 1999 | Valkenswaard             | 10-11 d'abril   | Marnicq Bervoets   | Kawasaki      |
| XXXV    | 2000 | Valkenswaard             | 8-9 d'abril     | Frédéric Bolley    | Honda         |
|         |      |                          |                 |                    |               |
| XXXVI   | 2001 | Valkenswaard             | 31m-1 d'abril   | Mickaël Pichon     | Suzuki        |
| XXXVII  | 2001 | Lierop                   | 1-2 de setembre | Chad Reed          | Kawasaki      |
|         |      |                          |                 |                    |               |
| XXXVIII | 2002 | Valkenswaard             | 23-24 de març   | Mickaël Pichon     | Suzuki        |
|         |      |                          |                 |                    |               |
| XXXIX   | 2003 | Valkenswaard             | 12-13 d'abril   | Mickaël Pichon     | Suzuki        |
| XL      | 2003 | Lierop                   | 9-10 d'agost    | Stefan Everts      | Yamaha        |

Notes
1. ↑  El 1958, el GP dels Països Baixos de 500cc ho fou alhora de 250cc i puntuà per a la Copa d'Europa de la cilindrada. Aquesta taula reflecteix només els resultats de la categoria de 250cc/Motocross GP.
2. ↑  Del 2000 al 2003, el GP dels Països Baixos ho fou alhora de 125, 250 i 500cc, tot i que aquest darrer any els 250cc es conegueren com a Motocross GP i els 500cc com a 650cc. Aquesta taula reflecteix només els resultats de la categoria de 250cc/Motocross GP.
3. ↑  El 2003, els 250cc es conegueren com a Motocross GP.

## Estadístiques
S'han considerat tots els resultats compresos entre el 1958 i el 2003.

### Guanyadors múltiples

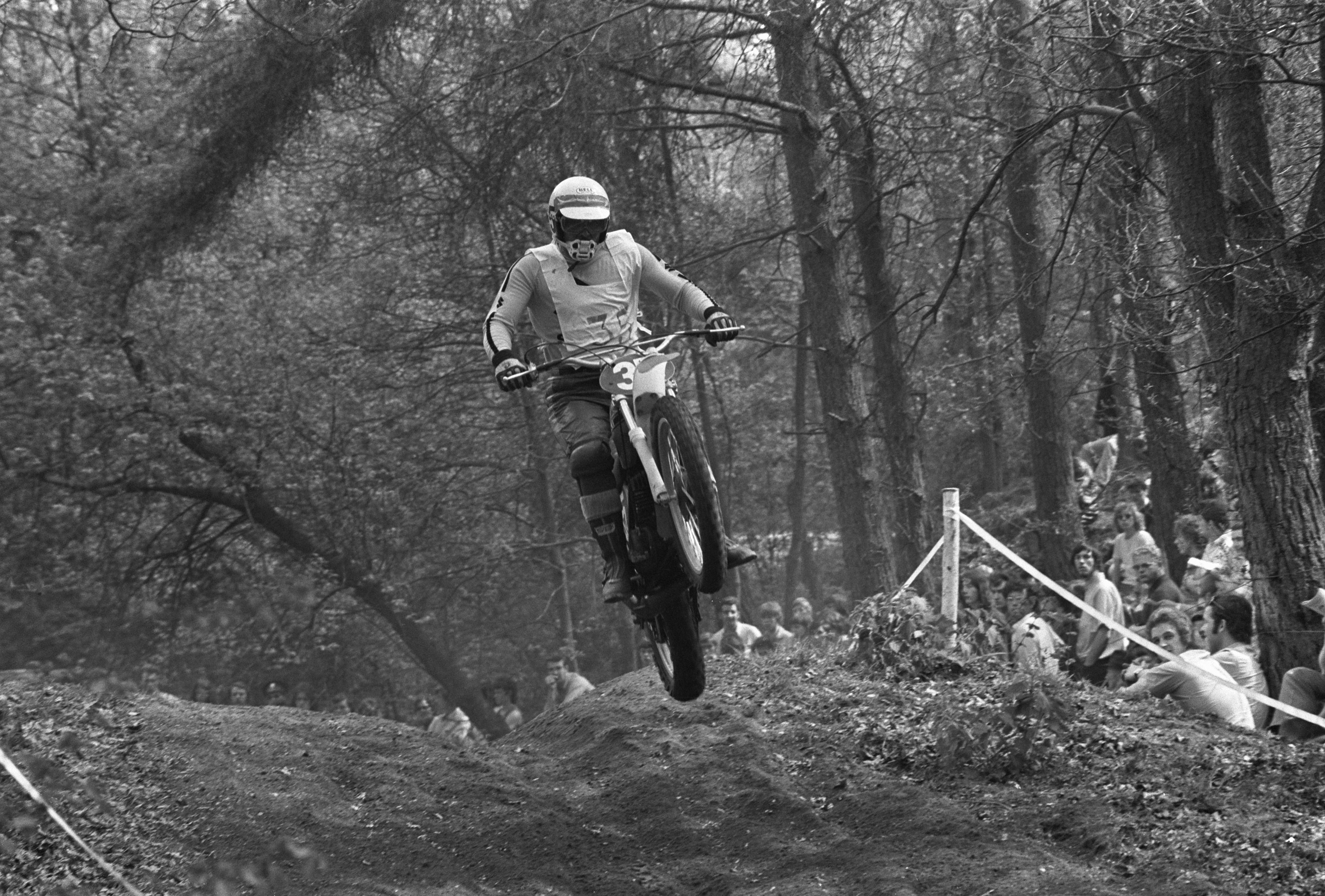
Joël Robert (4 victòries al Gran Premi) a Markelo el

| Pilot            | Victòries |
| ---------------- | --------- |
| Stefan Everts    | 5         |
| Joël Robert      | 4         |
| Sylvain Geboers  | 3         |
| Mickaël Pichon   | 3         |
| Marnicq Bervoets | 3         |
| Jeff Smith       | 2         |
| Kees van der Ven | 2         |
| Jacky Vimond     | 2         |

### Victòries per país
| País           | Victòries |
| -------------- | --------- |
| Bèlgica        | 18        |
| França         | 8         |
| Països Baixos  | 3         |
| Regne Unit     | 2         |
| Txecoslovàquia | 2         |
| Suècia         | 2         |
| Unió Soviètica | 1         |
| Itàlia         | 1         |
| Estats Units   | 1         |
| Sud-àfrica     | 1         |
| Austràlia      | 1         |
| Total          | 40        |

### Victòries per marca
| Marca     | Victòries |
| --------- | --------- |
| Suzuki    | 9         |
| Kawasaki  | 7         |
| ČZ        | 6         |
| Honda     | 6         |
| Yamaha    | 4         |
| BSA       | 2         |
| Husqvarna | 2         |
| KTM       | 2         |
| Jawa      | 1         |
| Puch      | 1         |
| Total     | 40        |

## Galeria d'imatges

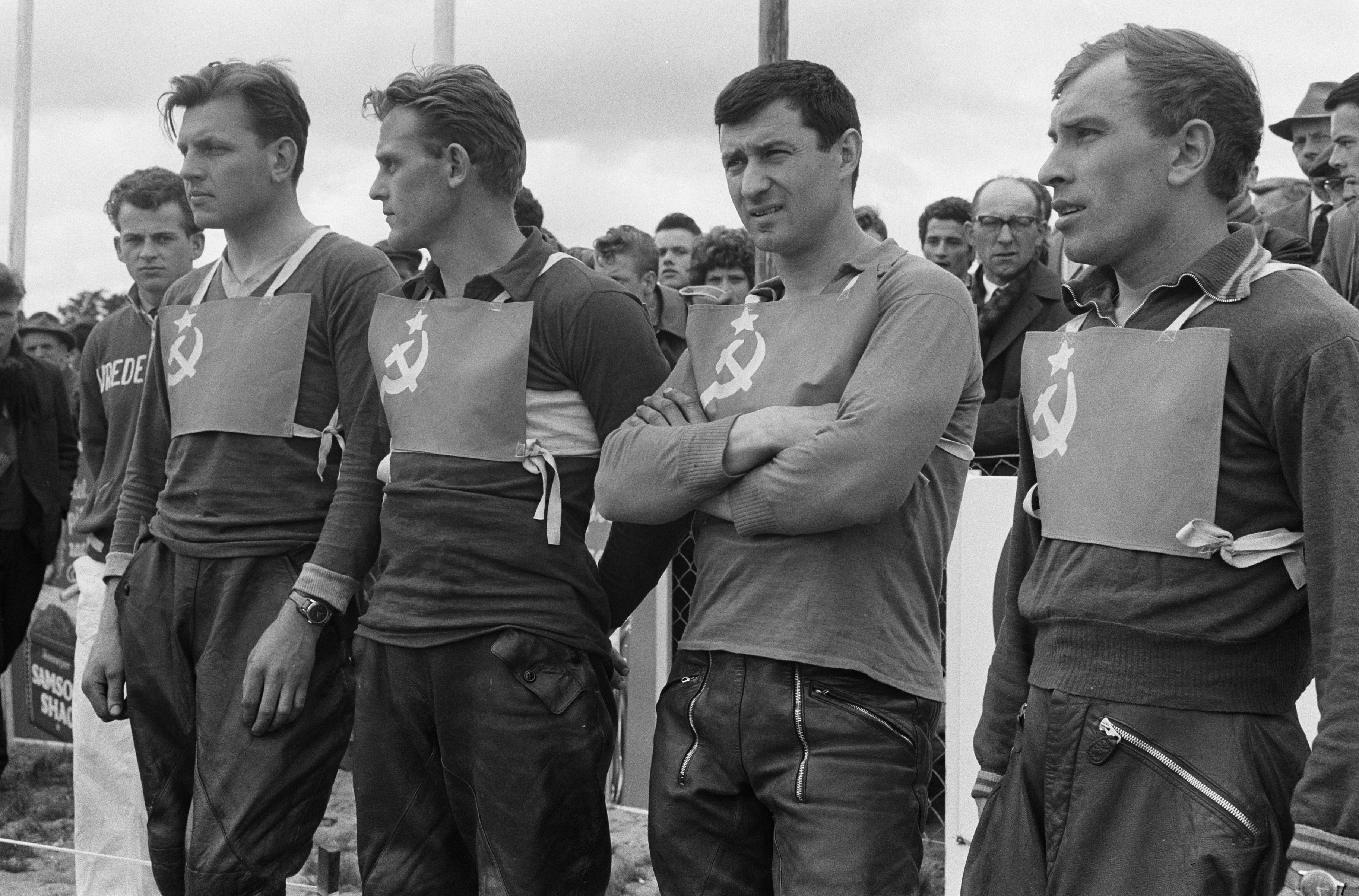
1962, Bergharen: Representació soviètica abans de la sortida
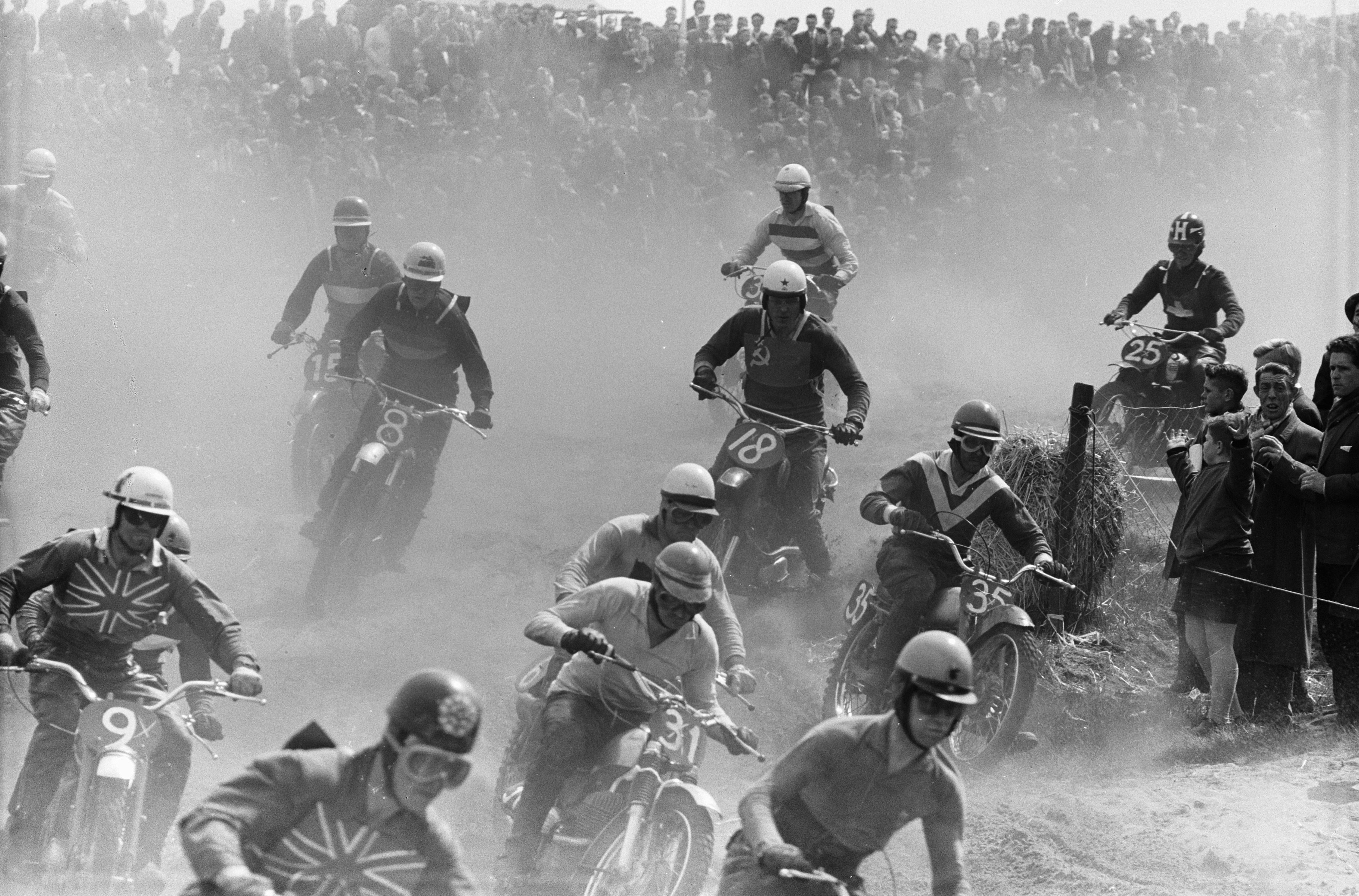
1962, Bergharen: Sortida d'una mànega
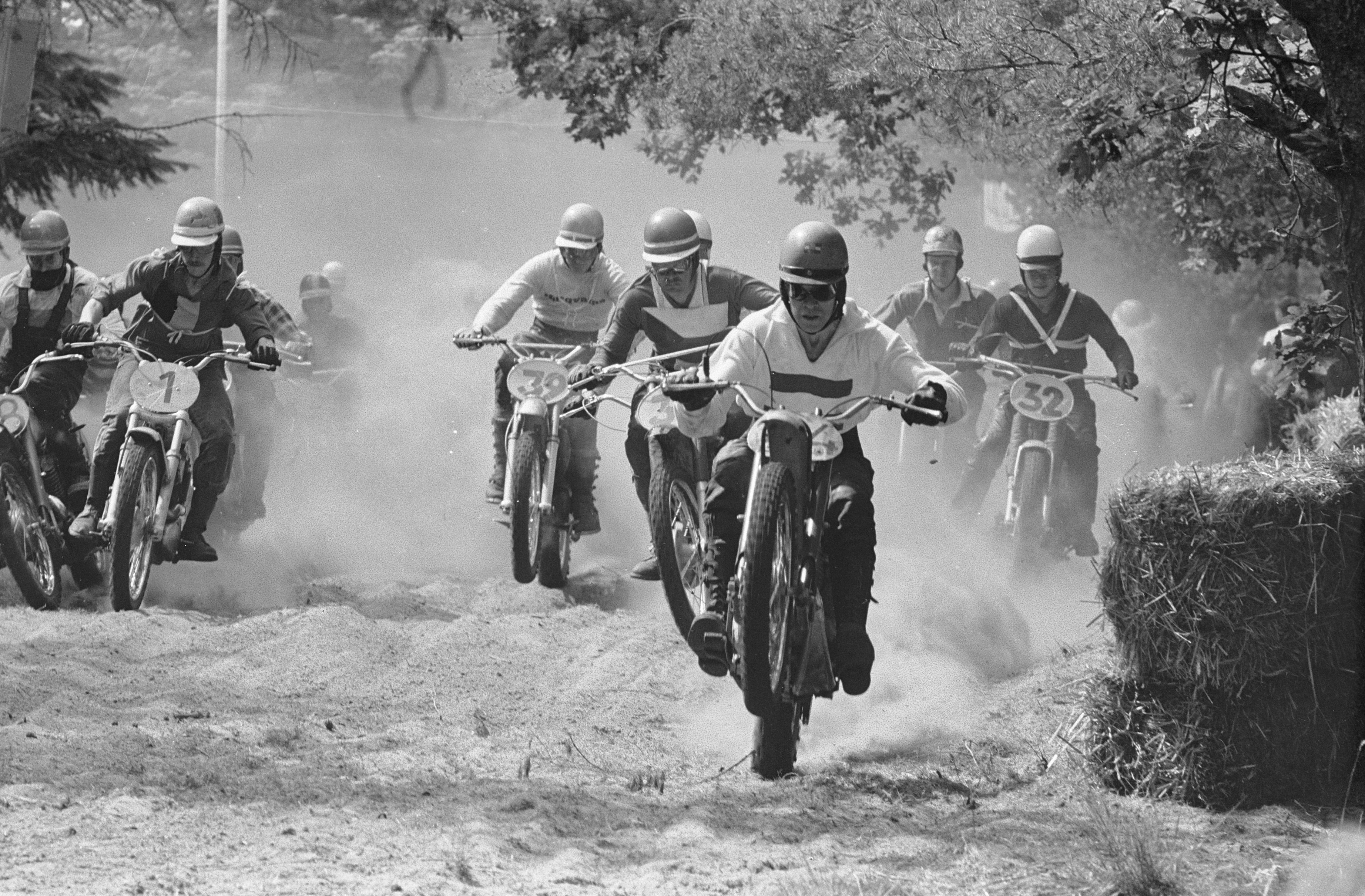
1963, Schijndel: Sortida d'una mànega
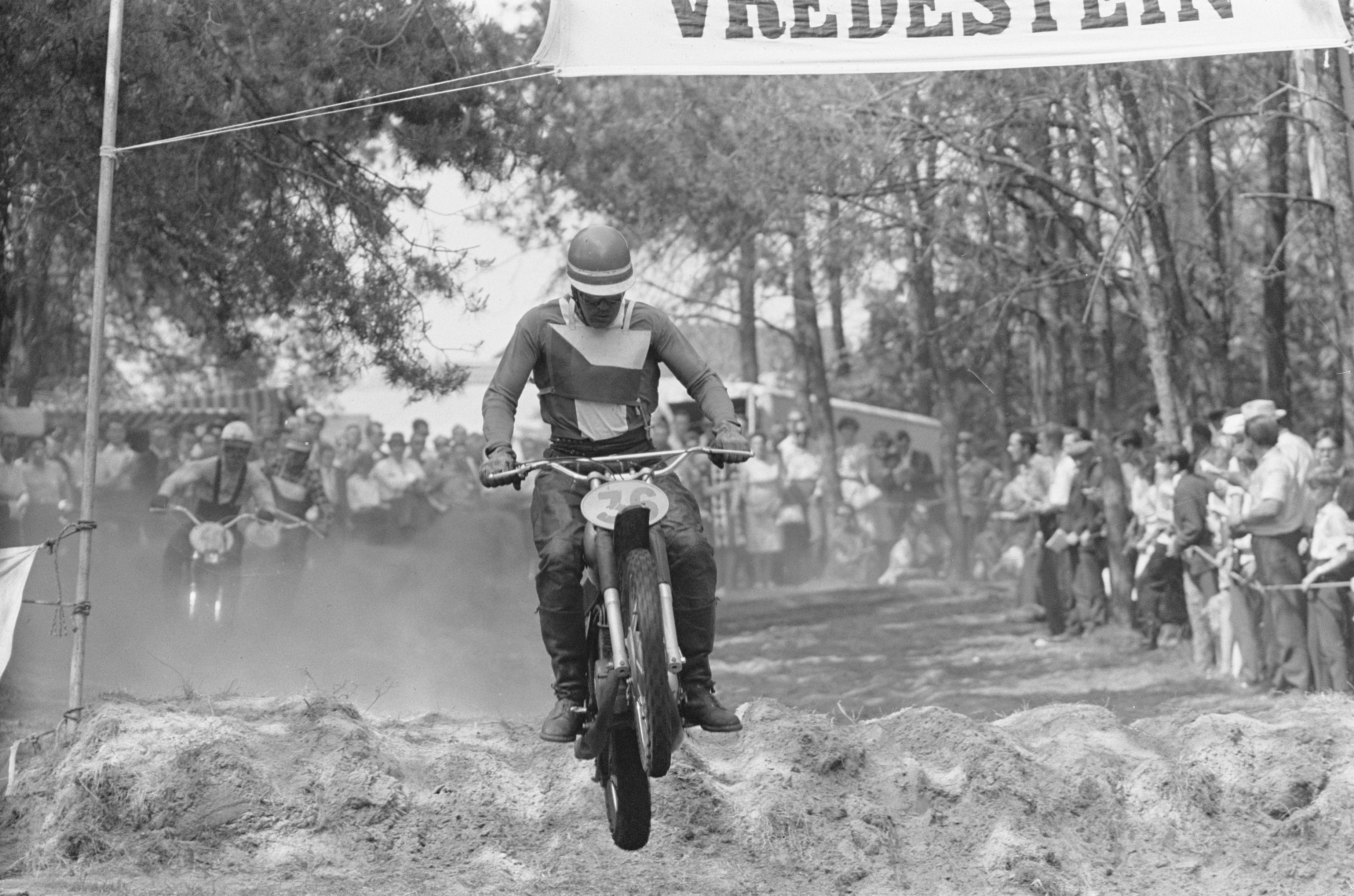
1963, Schijndel: Karel Pilař (CZ)
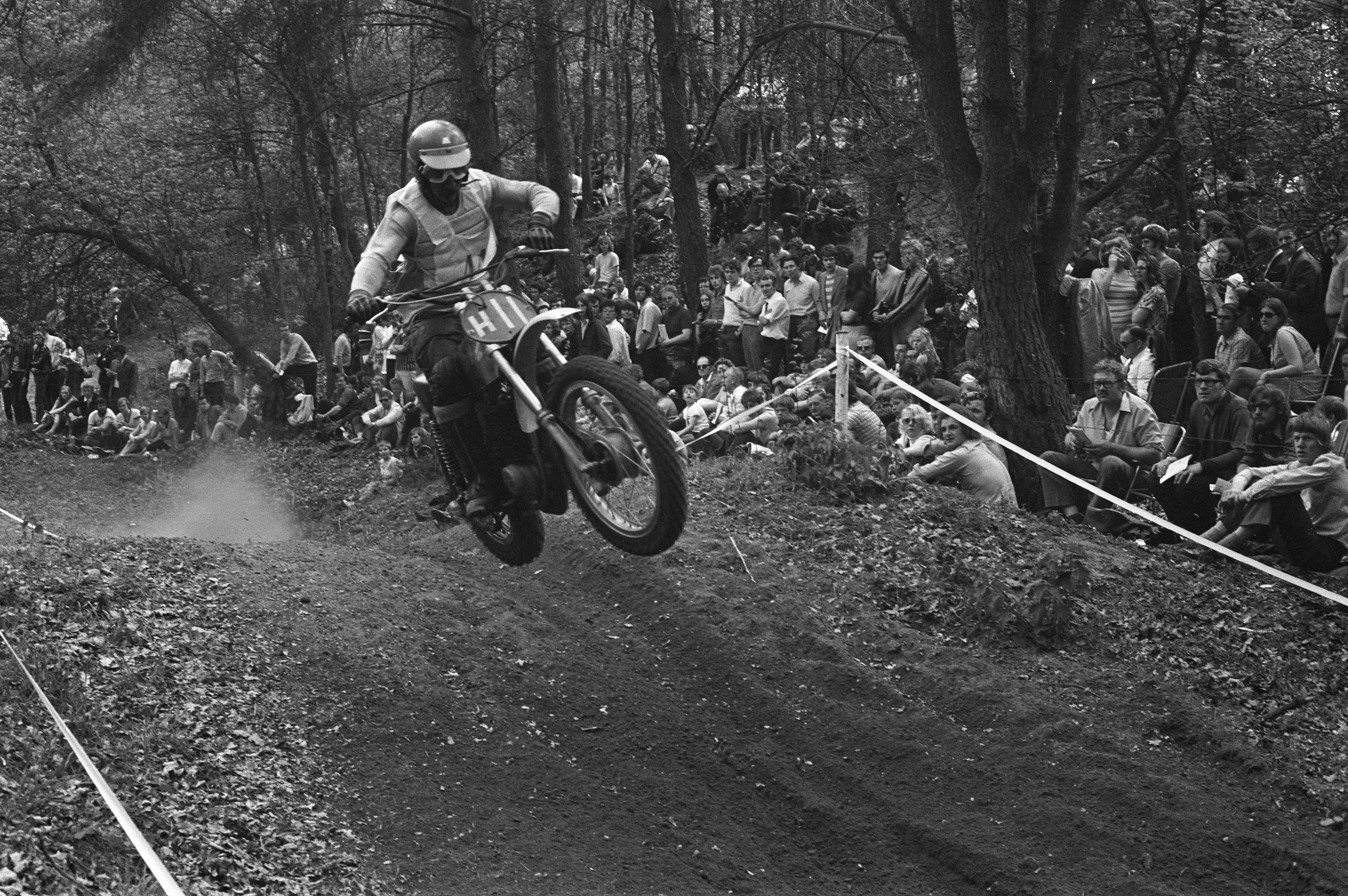
1972, Markelo: Jo Lammers (Maico)
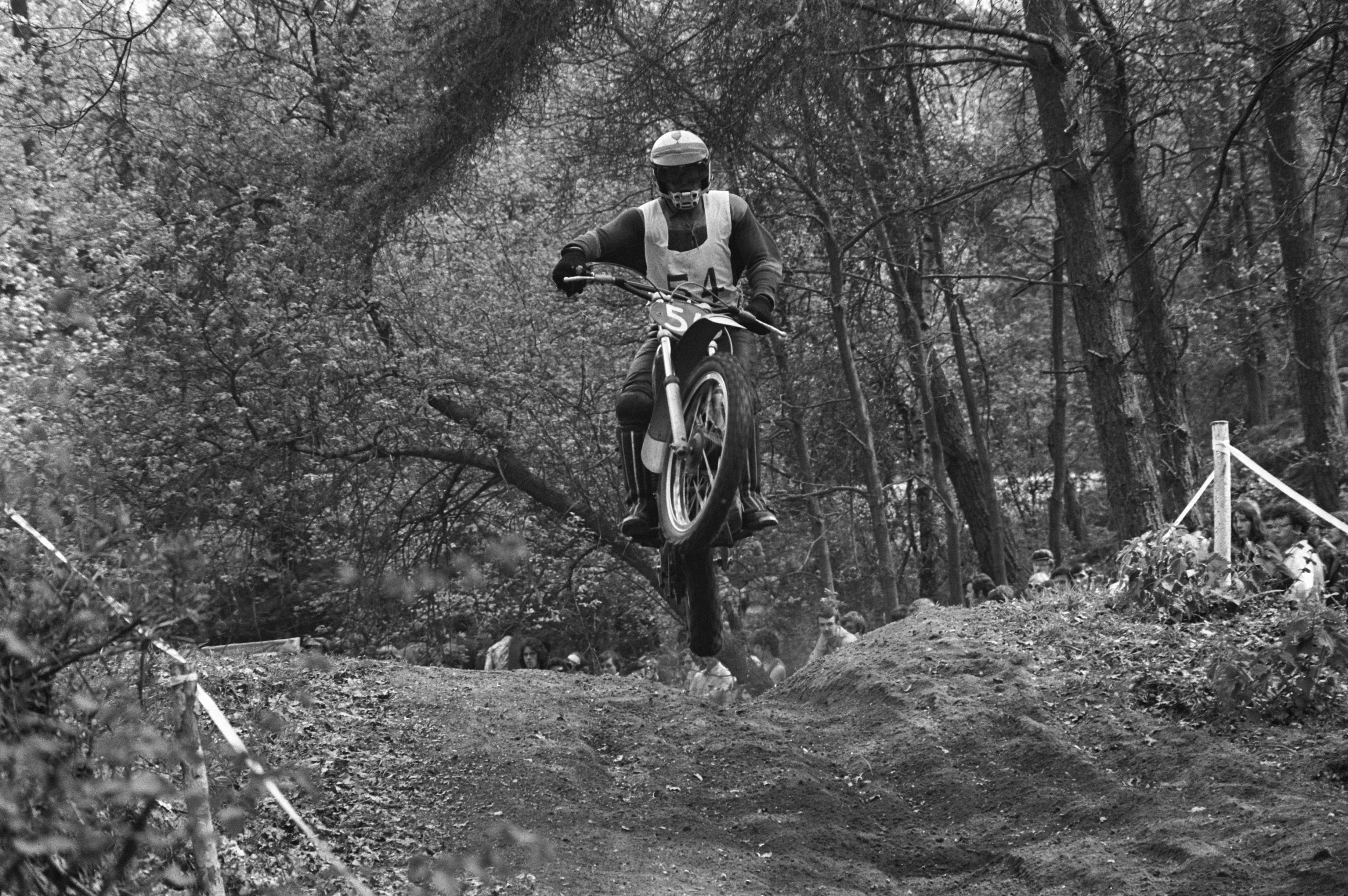
1972, Markelo: Vladímir Kàvinov (KTM)